# Rolling Home
Rolling home ist ein Lied, das im Repertoire vieler Shanty-Chöre enthalten ist und in der jetzigen Form im 19. Jahrhundert entstand. Der hauptsächlich englischsprachige Refrain geht auf ein sogenanntes Forebitter-Shanty zurück, der an Bord der englischen Australienfahrer in der Freizeit gesungen wurde. Die ursprünglichen letzten beiden Zeilen Rolling home to merry England, rolling home, sweet land to thee sind in der plattdeutschen Version entsprechend abgeändert und beziehen sich – wie auch die Strophen – auf Hamburg.

## Inhalt
Die plattdeutschen Strophen beschreiben das Leben an Bord eines heruntergekommenen Hamburger Segelschiffes namens Magelhan oder Magellan. Das Lied ist daher in manchen Liedersammlungen auch unter dem Titel Magellan, du ole Kasten aufgeführt.

### Text
Dor fohr von Hamburg mol so’n olen Kassen, mit Namen heet de Magelhan

Do weer bi Dog keen Tid tom Brassen, dat leet man all’ns bit Obends stohn

Refrain: Rolling home, rolling home, rolling home across the sea

Rolling home, to good old Hamburg, rolling home, min Deern to di

Bi Dag, dor kunn dat weihn un blasen, dor wör noch lang keen Hand anleggt

Doch so an’n Obend eben no veer Glasen, denn wör de ganze Plünnkrom streckt.

Refrain

Dat weer so recht den Ohl sien Freeten, dat gung em över Danz un Ball,

Harr Janmaat graad een Piep ansteken, den rööp de Ohl: Pull Großmarsfall

Refrain

Dat kunn de Kerl verdeubelt ropen, dat weer em just so no den Strich.

Man schraal de Wind denn noch 6 Streeken, wat weer de Kerl denn gnatterich.

Refrain

Un usen heilgen stillen Freedag, wat doch uns höchste Festdag is,

Un usen heilgen Buß- und Beeddag, dor seggt de Ohl: Dat gifft dat nich!

Refrain

Jedoch so recht bi Licht bekeeken, do weer uns Ohl noch lang nicht slecht,

Harr Smutje mol ein Swien afsteken, trangscheer he sülben dat torecht

Refrain

De Lüüd de kreegn so recht dat Lopen, se freiten sick, ik weet nich wie,

Se kreegen von dat Schwien de Poten un gele Arfensupp dorbi.

### Worterklärungen
Dag (Mhz. Dog) = Tag; Plünnkram (v. Plünnen) = Zeug, Plunder; gnatterich (od. gnadderig) = verärgert

### Versionen
Der plattdeutsche Text variiert je nach Interpret und dessen mundartlicher Interpretation. Manchmal sind auch ganze Strophen abgewandelt. Eine gängige Variation der letzten Strophe ist zum Beispiel:
O Magelhan, du oler Kasten, dit Lied sall di een Denkmal sin,

Wenn’t regent schraapt de Lüüd de Masten und achtern suupt se unsen Kööm
Eine hochdeutsche Variante des Refrains hat sich nicht durchgesetzt:
Segler heim, Segler heim, Segler heim wohl über’s Meer

Segler heim zur deutschen Heimat. Segler heim, Feinslieb, zu dir!
Auf seinem 1976er-Album Dat Shanty Alb’m nahm der Hamburger Musiker Achim Reichel eine Bluesrock-Variante von Rolling home auf. Weitere Einzelkünstler, die Rolling home vertonten, waren Heino, Ronny und Freddy Quinn. Hannes Wader nahm das Lied 1978 auf seinem Album Hannes Wader singt Shanties auf.

## Ursprung
Der Knurrhahn, die in den 1930er-Jahren zusammengestellte Liedersammlung des gleichnamigen Lotsen-Chores der Lotsen von Kiel-Holtenau, schreibt den plattdeutschen Text einem Robert Hildebrandt aus Tremessen in Posen zu und datiert die Entstehung auf das Jahr 1880.